# Telmatoscopus quadripunctatus
Telmatoscopus quadripunctatus är en tvåvingeart som först beskrevs av Banks 1907.  Telmatoscopus quadripunctatus ingår i släktet Telmatoscopus och familjen fjärilsmyggor. Inga underarter finns listade i Catalogue of Life.